# 風動石聖公廟
25°00′07″N 121°34′52″E / 25.002072°N 121.581211°E
風動石聖公廟，或稱風動石公廟，是位於臺灣臺北市文山區木柵路五段路中間的石頭公廟，地下室祭祀一顆風動石。

## 歷史沿革
此風動石位在木柵路五段18號附近，接近新光路交岔路口。尺寸在1954年報導時重約二萬公斤，頂端和中間約六公尺半圓方，底部面積只有二公尺平方，呈菱形聳立在石座上。博嘉里里長許健宗回憶耆老曾說，這塊需要約五個成人環抱的巨石，當初是附近開發道路時從山坡上滾下來，之後位置從來沒有改變過。在景美溪堤防未興築前，巨石雖會被颱風洪水淹沒，仍安然聳立。
此石原先環境是在木柵鄉坡內坑通往深坑鄉公路的右側草埔上，三面草木繁茂，駕駛在公路上均可見到這顆外觀像搖搖欲倒的巨石。後來，因興建木柵動物園，風動石所在的木柵路邊面臨拓寬並加高路面。當時1985年，市議員張元成受到被反對搬遷的當地居民所託，出面斡旋，最後市府尊重民意。廟委高榮華、居民的說法是當時許水德市府派出幾部大怪手準備把小廟拆除，卻臨時故障，只好順應民情、打消主意。
施工單位實施槽化工程，讓風動石變成在路中央的地下一層。此後風動石位在路面下三公尺深，必須下二十餘格階梯才能看到。日後，此廟變成馬路正中央的突出路衝，加上木柵路五段因筆直通暢，容易造成用路人車速加快並輕忽，而成為事故率極高的區段。除道路筆直外，此外加上廟的金爐遮蔽民眾穿越馬路的身影，也是肇事原因。如，深坑鄉調解委員會委員林國發就在1994年4月12日清晨撞上廟前護欄而車禍身亡。同年月，市議員馮定亞會同市政府工務單位的代表與文山區長楊勝雄等人，最後決定在前後兩端興建具有緩衝作用的安全島，維護行車的安全。此外，2001年時，石碇鄉縣道106號安全島上的八分寮福德宮則發生拆除風波。
2002年9月中旬，石頭公被塞入報紙、草堆再縱火燃燒，火勢雖稍後撲滅，但石頭表面受熱產生溫差，近十分之一的石體崩裂損毀。火災發生數日後，一名許姓學生騎機車載女友前往深坑時，因回頭與女友聊天，不慎撞到在木柵路五段轉彎處停在路邊的卡車，造成許姓學生死亡、女友重傷。不久後，一名採完藥草返家的李姓老媼，在穿越該路段時，被對面一輛酒駕打滑的汽車撞上，送醫不治。後在幾乎同一地點，又有一名騎機車的林姓長者，被另一部酒駕打滑的車子撞上，同樣不治。次年3月15日，一名陳姓工人酒駕騎機車返回深坑住家，摔倒滑行，最後頭部破裂死亡。三日後，一名李姓女學生騎車回家，在轉彎處撞上路旁的聯結車致死。4月12日深夜11時許，兩部車因天候不佳，差點撞在一起，未引起傷亡。半年間，五人死亡、三十餘起大小傷亡，木柵路五段已躍升為臺北市內車禍最頻繁的路段之一，附近居民口耳相傳，這是石頭公不滿金身遭人燒毀所致。
2007年報導時，風動石廟建物逐漸老舊上方道路還搭著鐵皮、放置三角錐，周遭環境雜亂，儼然一副工地模樣。風動石公管理委員會主委高義貴認為，當地交通事故多，除廟佇立在路中央、無任何照明設備，二來恐怕也和石頭公「不高興」有關。

## 文化資產
風動石頭公廟管委會財委高榮華表示，在台灣日治時期政府工程單位想要移動石頭公而不可得，遂獲得保留，傳說是石頭公顯靈讓工程機具失靈。過去這是記者推薦到木柵指南宮遊覽時，可以順便看的景觀，還寫道若臥在底下風涼或過夜，儘可放心安眠。台北市文獻委員會於1974年曾決定將此石與大砥石、小砥石、與反經石列為納入台北市古蹟時，儘管高約七尺、寬約六尺半的風動石該時已不能搖動。報導有說是居民為了安全，便在石頭與地面的縫隙塞小石頭固定，風動奇景亦就此絕跡。台北市文獻委員會執行秘書王國璠則解釋也許日子久了，接觸面穩了就不動。
因廟位於道路中間後常發生車禍，2007年11月21日市議員厲耿桂芳邀集台北市文化局會勘以盼釐清文化資產價值，來決定是否保留或拆遷。2012年10月，厲耿桂芳再度呼籲文化局針對此廟是否搬遷或保存儘速提出合宜的處置方式，切勿再拖。

## 祭祀活動
以農曆十月廿八日作誕辰日。
居民高水成講述風動石在日治時代即有人膜拜。因人傳出膜拜對生男生子頗有靈驗，很多婦人慕名前往膜拜。香火燻燻，讓風動石在成了黑黝色。也有人前來求財，有人還贈送「佑吾財通」匾額。
據傳祈求時，若風動石正好擺動，表示神明答應，那麼求財就可得財、求子得子。過去風動石公廟曾相當興旺，一舉得男的信徒會煮一大鍋的油飯、紅蛋還願，同時也會把油飯送給途經的大卡車司機。自從道路開闢，前往膜拜的香客必須穿越馬路，顯得相當不便及危險。香火也不若往昔興盛，一位女居民不諱言地說夜晚就不大敢獨自前往，因為覺得地下室陰森。